# Запис храст код цркве (Вреоци)
Запис храст код цркве (Вреоци) се налази на парцели чији је власник Српска православна црква.

## Локација
| Општина             | Лазаревац                                                       |
| Катастарска општина | Вреоци                                                          |
| Потес               | Карлот                                                          |
| Координате          | 44° 25′ 59″ С; 20° 17′ 15″ И / 44.433° С; 20.287500000000001° И |
| Надморска висина    | 94m                                                             |

## Карактеристике
Дендрометријске вредности утврђене на терену и сателитским снимцима:
| Стабло                     | Храст |
| Висина стабла              | m     |
| Обим дебла                 | m     |
| Пречник крошње             | 30m   |
| Пречник дебла              | m     |
| Висина дебла до прве гране | m     |

## База записа
Запис је у оквиру Викимедија пројекта "Запис - Свето дрво" заведен под редним бројем 1013.